# Guillem Ramon de Montcada i de Luna
Guillem Ramon de Montcada i de Luna   ( - 1455) va ser un noble del casal de Montcada, senyor d'Aitona, Mequinensa, Seròs i Soses, a més de ser creat baró de Monreale, a Sardenya, i comte de Marmila, a Sicília.

## Orígens
Nascut vers 1370. Va ser fill d'Ot de Montcada i Maça de Liçana, senyor de la baronia d'Aitona, i d'Elfa de Luna i de Xèrica.

## Carrera
Va servir a diversos reis del casal d'Aragó i del casal de Trastàmara. El 1392 anà en expedició al regne de Sicília, on va servir a Martí el Jove com a camarlenc, coper, conseller i munter major. El 1409 havia tornat a la península i era Governador de València. Després va organitzar i comandar una expedició a Sardenya en auxili del capità general Pere de Torrelles. Pel que sembla va assistir a la mort de Martí l'Humà quan aquest va manifestar la seva voluntat en la successió. A la mort del rei va donar suport en la candidatura al tron del duc de Calàbria, però durant l'interregne va ser un fervent seguidor del comte Jaume d'Urgell, convertint l'estat d'Aitona i altres en seu central dels seus partidaris. No obstant això, va acatar el resultat del compromís de Casp i va treballar per sotmetre el comte d'Urgell. A més, va ser un dels sis membres designats perquè ningú no fos perseguir per haver-se oposat a la proclamació de Ferran d'Antequera. De fet, el 1419 va aconseguir que el seu oncle Antonio de Luna fou rehabilitat. Posteriorment, ja regnant Alfons el Magnànim, va estar al servei de la monarquia, tot i que se'n destaca el seu criteri independent. El 1439 era membre del Consell del Principat de Catalunya assessorant la reina Maria de Castella.
El 1420 va ser creat baró de Monreale, a Sardenya, i el 1422 comte de Marmila, a Sicília on també va heretar del seu pare el comtat de Cammarata, que es va vendre el 1431.

## Matrimonis i descendència
Va casar-se dues vegades. Primer va contraure matrimoni amb Constança d'Anglesola, senyora de la baronia d'Anglesola, amb qui va tenir dues filles: Elionor i Beatriu; la darrera casada amb el vescomte Dalmau de Rocabertí. Ambdues van ser successivament senyores d'Anglesola. El segon matrimoni va ser amb Margarida de Ribelles, filla de Ponç de Ribelles, del qual en van néixer dues filles: Orfresina i Francesca, la primera casada amb el seu cosí, Mateu Florimon de Montcada, i la segona amb Joan de Corella, comte de Cocentaina.
Va tenir també una relació extramatrimonial amb Catalina de Alioto, de la qual va néixer un fill, Llorenç.

## Mort
El 1448 es va retirar de la política activa. Va morir al cap d'uns anys, el 1455. Al no tenir successió masculina, i atès que des de 1341 la successió de la casa d'Aitona era agnatícia, va esdevenir hereu el seu nebot, Mateu Florimon de Montcada, senyor de la baronia Vilamarxant, que estava casat amb la seva filla, Ofresina. Això va provocar un conflicte entre dos bàndols de la família, entre els seguidors de Mateu, i el de Llorenç de Montcada, fill il·legítim de Guillem Ramon, que va acabar vinculant-se a la política durant la Guerra Civil catalana, perquè el primer va donar suport a Joan II i el segon a Carles de Viana. El conflicte acabaria amb la mort de Llorenç a la batalla de Calaf (1465), si el 1485 Mateu seria assassinat a Aitona pels fills d'aquell.